# Arbostola viridis
Arbostola viridis là một loài bướm đêm trong họ Noctuidae.